# Tumba de los Patriarcas
La Tumba de los Patriarcas está considerada uno de los lugares más sagrados del judaísmo y del islam, y se encuentra en la antigua ciudad de Hebrón, al sudoeste de Cisjordania (Palestina). Según las tradiciones cristianas, judías e islámicas, en la Tumba de los Patriarcas están enterradas tres parejas bíblicas importantes: Abraham y Sara; Isaac y Rebeca; Jacob y Lea. La Tumba de los Patriarcas se encuentra en una cueva sobre la que se construyó una mezquita en tiempos de Saladino, que a su vez fue construida sobre una gran estructura rectangular de la época herodiana. En 2017, la Ciudad Vieja de Hebrón pasó a ser el tercer lugar de Palestina en entrar en la lista de Patrimonio de la Humanidad de la Unesco.
Con más de 2000 años de antigüedad, este monumental complejo herodiano está considerado el edificio de oración original que más tiempo ha sido usado ininterrumpidamente y es el edificio más antiguo del mundo que todavía conserva su función original. El nombre hebreo del lugar refleja la antigua tradición de las tumbas dobles de Abraham y Sara, Isaac y Rebeca, y Jacob y Lea, que son considerados los patriarcas y matriarcas del judaísmo. La única matriarca judía que no está en este edificio es Raquel, que según la tradición bíblica está enterrada cerca de Belén. El nombre árabe del complejo refleja la preponderancia de Abraham, venerado por los musulmanes como un profeta coránico y como patriarca a través de Ismael. 
Ajenas a las tradiciones coránicas y bíblicas, perviven una serie de leyendas y tradiciones asociadas a la cueva. Por ejemplo, según Hechos 7:16 de la Biblia, la Tumba de los Patriarcas se encuentra en Siquem (la actual Nablus).

### Ocupación israelí

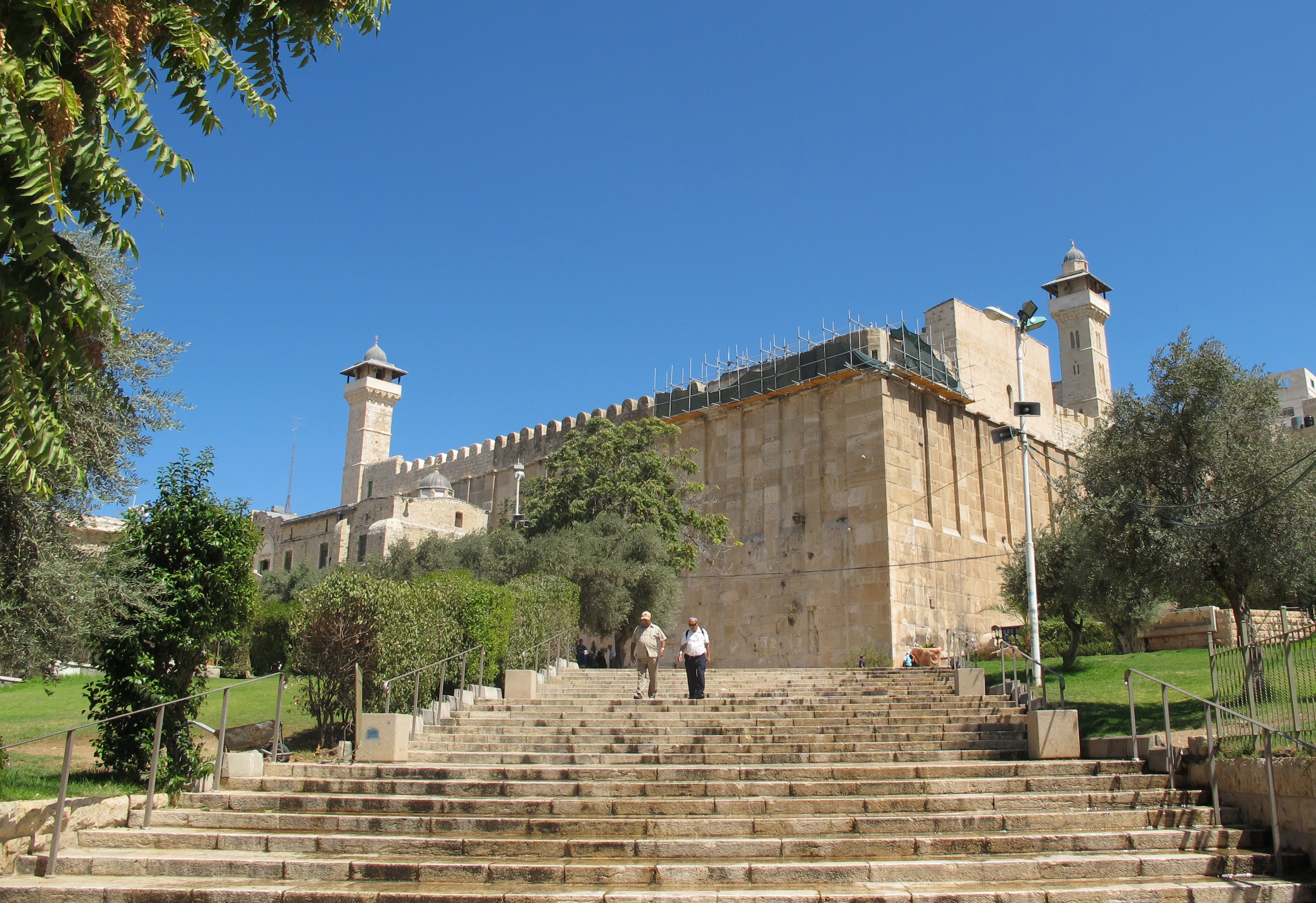
Tumba de los Patriarcas (2010)

### Judaísmo

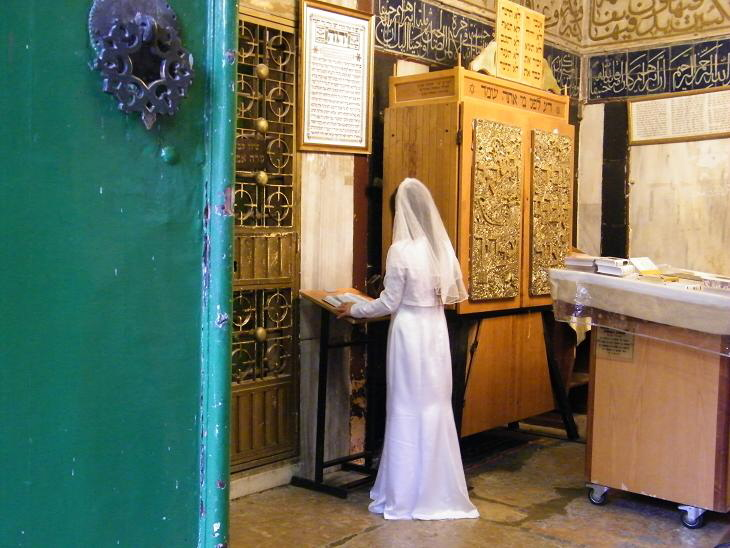
Novia judía rezando en 2010

### Islam

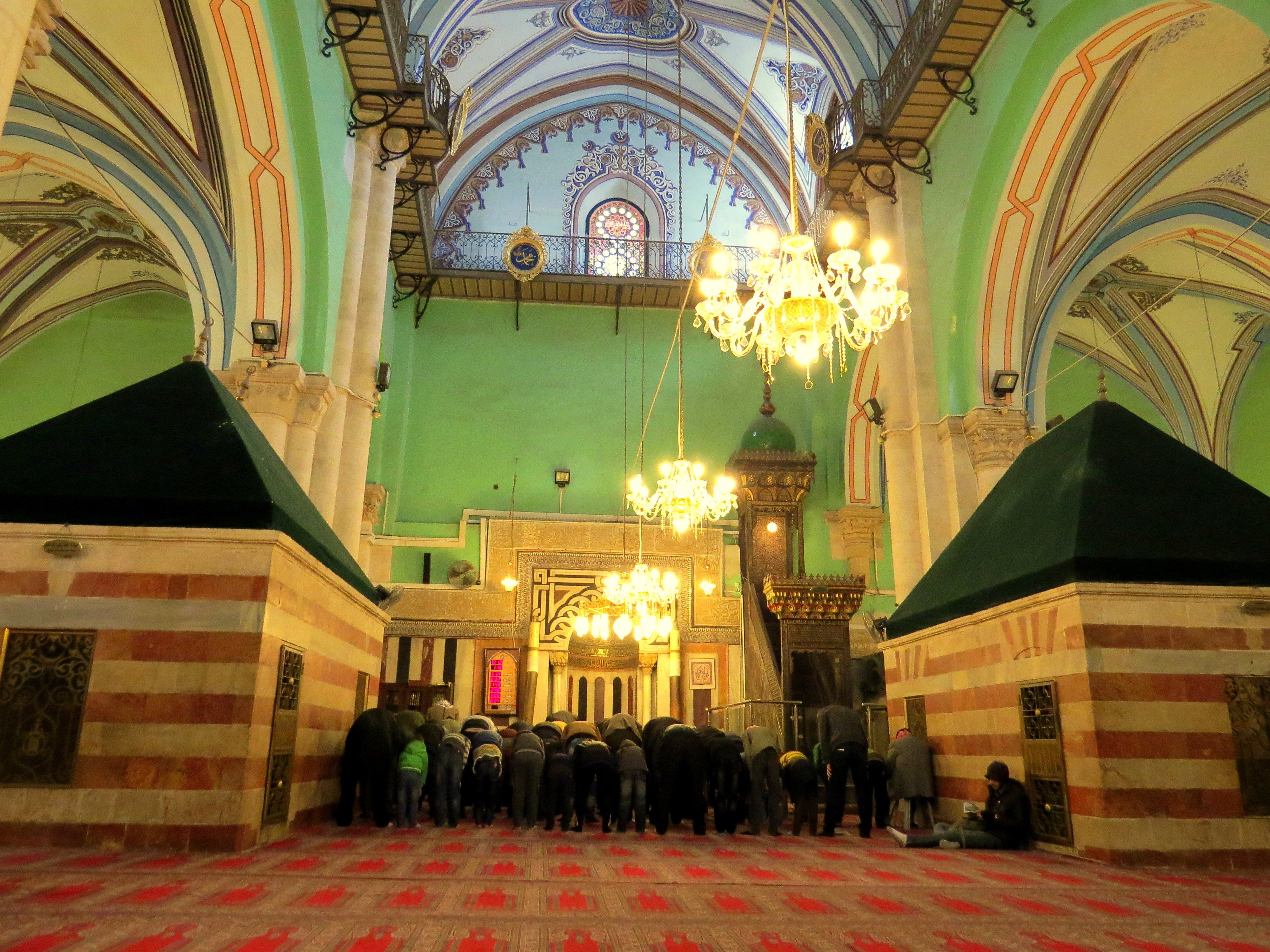
Musulmanes rezando en enero de 2014

## Etimología
El lugar se denomina Me-arat Hamajpelah (en hebreo: מערת המכפלה‎), que significa «La cueva de las tumbas dobles», y Al-Haram Al-Ibrahimi (en árabe: الحرم الإبراهيمي‎) o «mezquita de Ibrahim/Abraham».

### Periodo ayubí

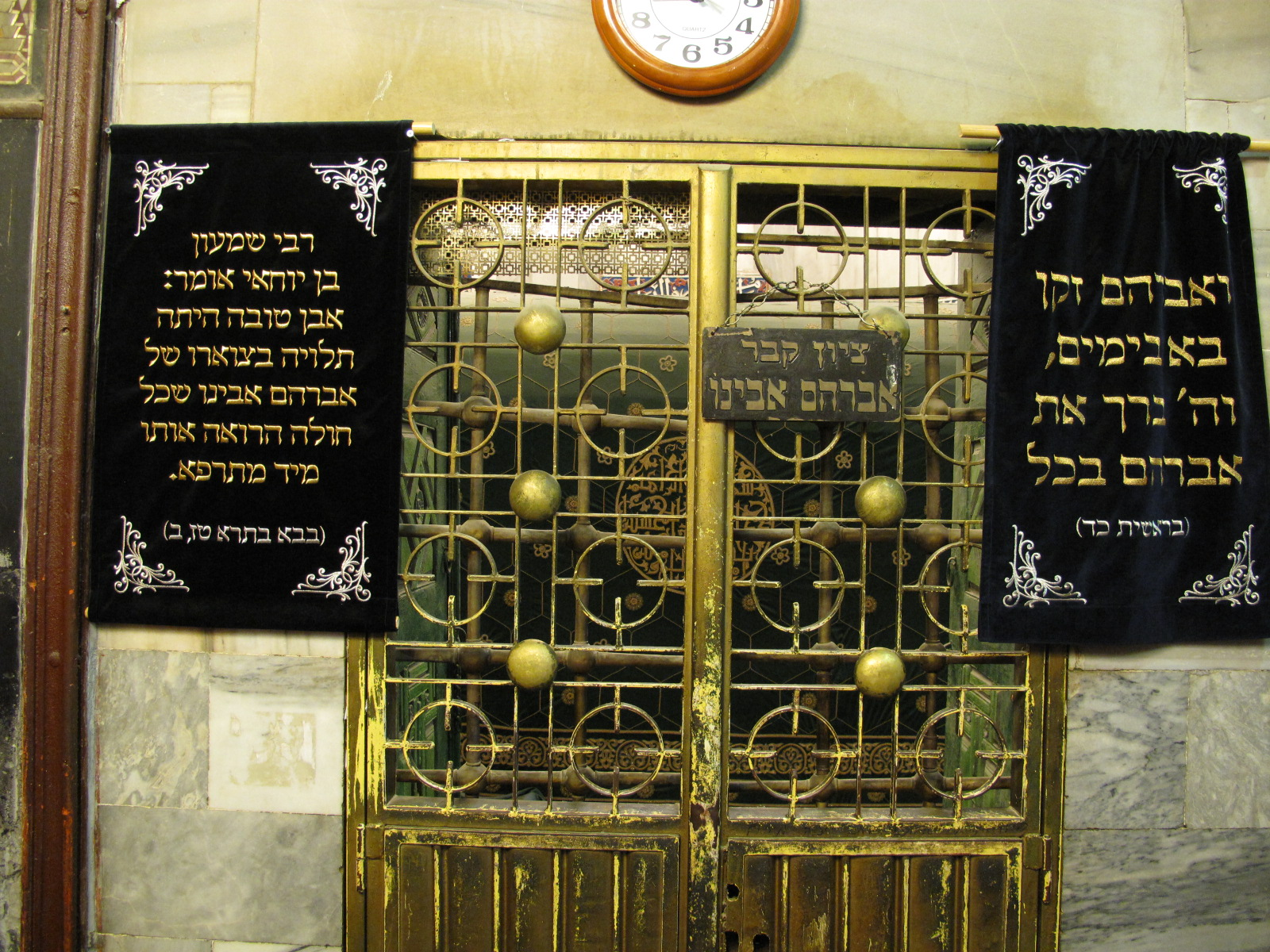
Cenotafio de Abraham

### Mandato británico de Palestina

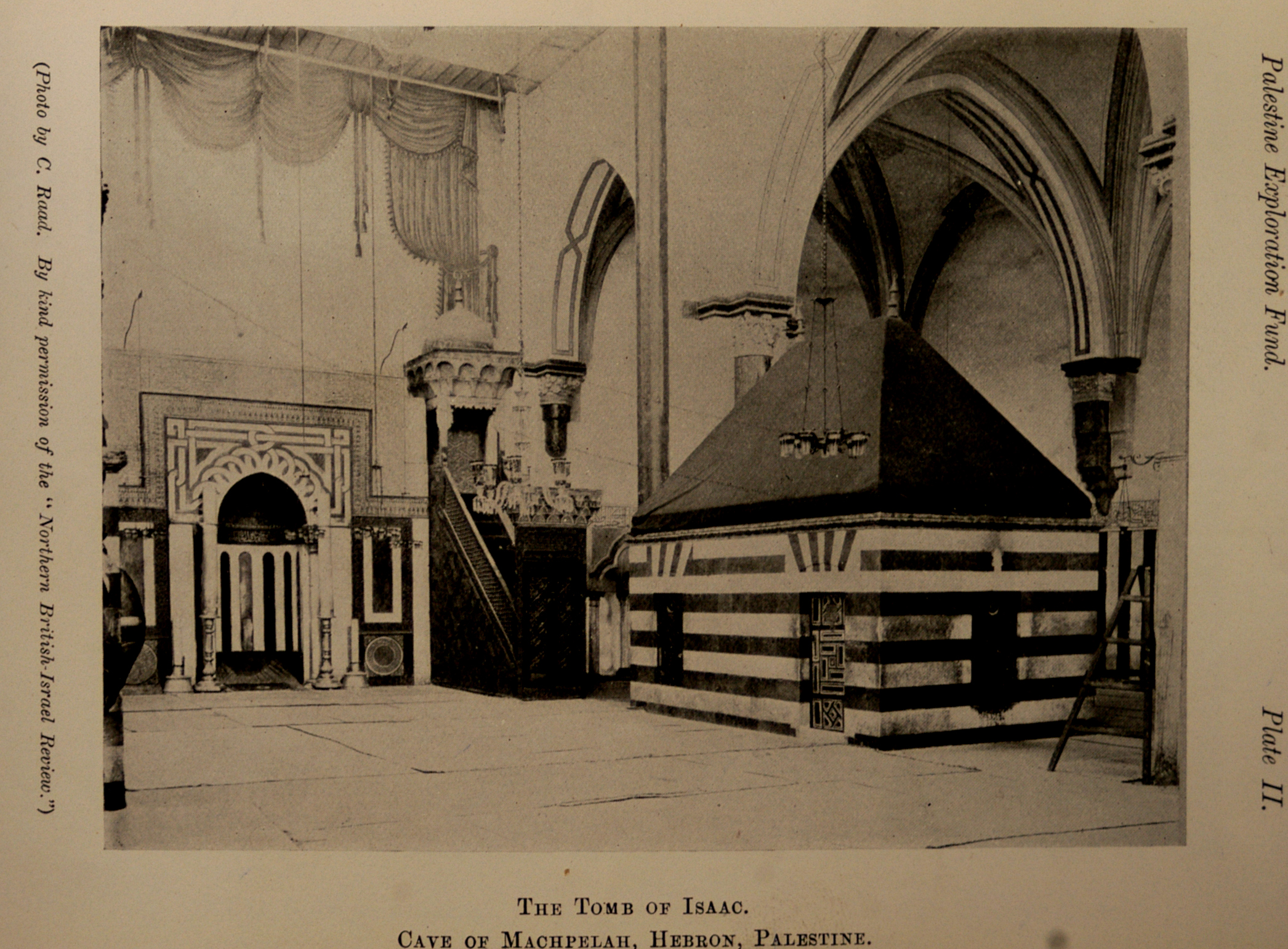
Tumba de Isaac (aprox. 1910)